# Daniela Ceccarelliová
Daniela Ceccarelliová (* 25. září 1975) je bývalá italská lyžařka–sjezdařka. Ve světovém poháru startovala od konce sezony 1995/96. Specializovala se na klouzavé disciplíny super-g a sjezd. Na mistrovství světa startovala poprvé v roce 1999. Na předních pozicích se se ukazovala od sezony 2000/2001. V sezoně 2001/2002 poprvé vystoupila ve světovém poháru na stupně vítězů. V prosinci 2001 skončila druhá v disciplíně super-g ve Svatem Mořici a před olympijskými hrami v Salt Lake City potvrdila formu třetím místem ve sjezdu v Cortině d'Ampezzo. Na olympijských hrách obsadila na úvod ve sjezdu 20. místo a v kombinaci skončila patnáctá. 17. února stála na startu super-g s číslem 9. Po životní jízdě se v cíli ujala vedení, které následně o pět setin udržela po jízdě Chorvatky Janici Kostelićové a získala zlatou olympijskou medaili. V dalším olympijském období se ve světovém poháru v klouzavých disciplínách pravidelně umisťovala do desátého místa. Před domácími olympijskými hrami Turíně v roce 2006 se vdala a olympijských hrách obsadila v super-g až 31. místo. V listopadu 2006 se jí narodila dcera Lara. Sportovní kariéru ukončila v roce 2010.